# Юдит Гогенштауфен
Юдит фон Гогенштауфен (около 1133 — 7 июля 1191) — член династии Гогенштауфенов, ландграфиня Тюрингии в 1150—1172 годах в браке с Людвигом II Железным. Единокровная сестра Фридриха Барбароссы.

## Жизнь
Дочь герцога Фридриха II Швабского (1090—1147) и его второй жены Агнессы фон Саарбрюккен. Была крещена под именем Юдит, однако обычно её называли Ютта или Гута. Впервые упоминается в источниках в 1150 году, после её брака с ландграфом Тюрингии Людвигом II. Этот брак был призван укрепить отношения между тюрингскими Людовингами и домом Гогенштауфенов, и обеспечить поддержку императору Барбароссе в его конфликте с герцогом Генрихом Львом и Вельфами.
Когда в 1168 году её муж примирился с Генрихом Львом, Юдит начала строительство замка Руннебург в Вайсензее. Соседи, графы Байхлинген, возражали против строительства и подали жалобу императору Барбароссе. Однако император встал на сторону своей сводной сестры и отклонил протесты. Замок Руннебург находился на полпути между замком Вартбург и замком Нойенбург и стал резиденцией ландграфов Тюрингии. Позже во время конфликтов между самыми могущественными династиями Германии стратегически верно расположенный замок Руннебург стал одним из самых важных замков в этом районе.
Юдит пережила и своего мужа и старшего сына ландграфа Людвига III. Она умерла 7 июля 1191 года и была похоронена в монастыре Рейнхардсбрунн рядом со своим мужем.
Её имя всё ещё встречается в Вайсензее, что показывает, как высоко её ценили при жизни.

## Надгробная плита

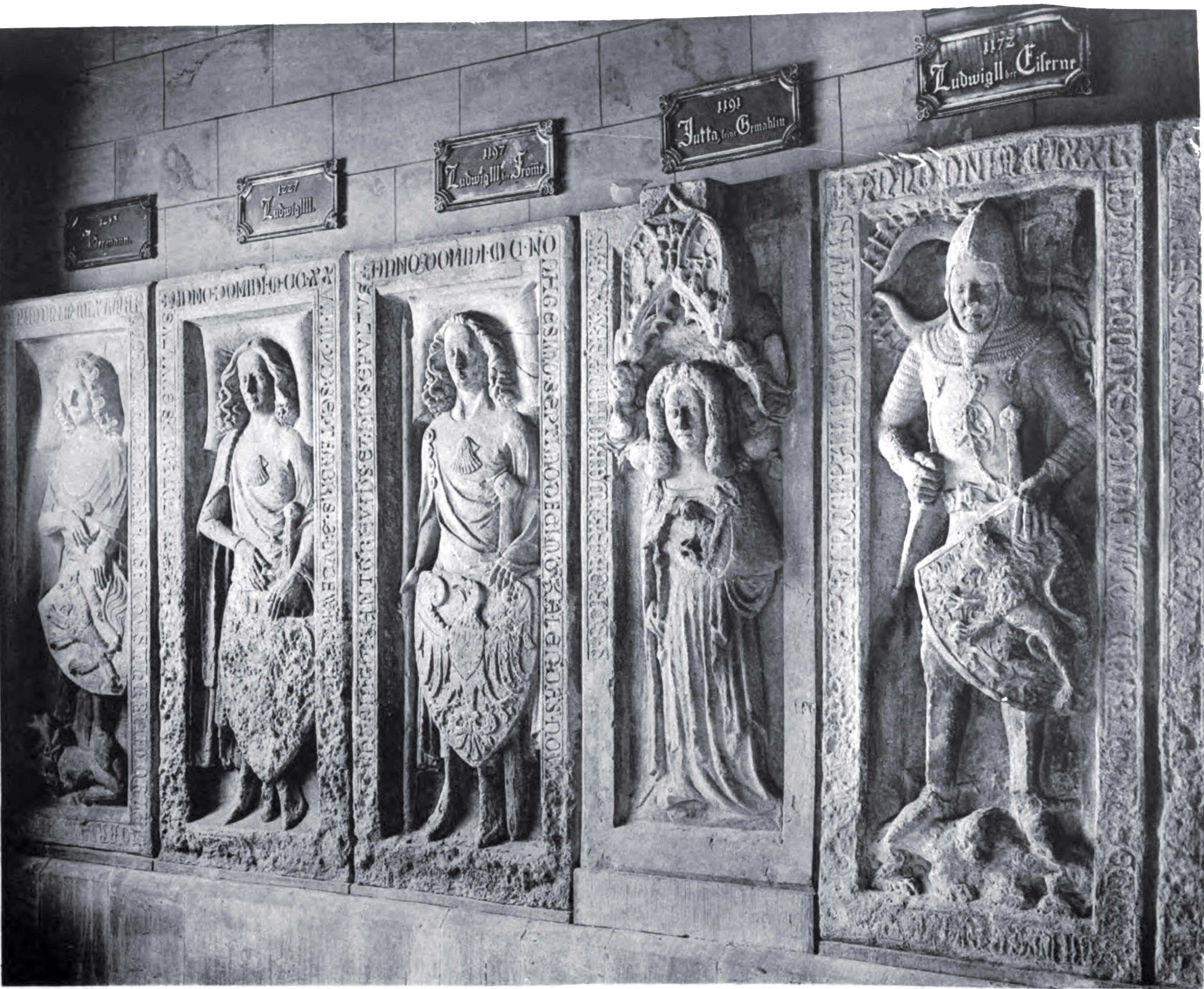
Могильные камни тюрингских ландграфов в Рейнхардсбрунне, 1891 г.

Могильная плита Юдит была создана в XIV веке, много после её смерти. Должно быть, он был установлен после пожара 1292 года. Он был перенесён из Рейнхардсбрунна в Георгиевскую церковь в Айзенахе.
На изображении ландграфиня в левой руке держит собачку, а в правой руке — скипетр. Над её головой простирается широкий консольный навес, поддерживаемый двумя ангелами. Кажется, что ангелы сидят на подушке за её головой. Надпись гласит: S. SOROR FRIDERICI INPERATORIS («Сестра императора Фридриха»).
Из-за навеса этот могильный камень был больше, чем у других ландграфов Тюрингии (которые также выставлены в церкви Святого Георгия в Айзенахе). Это сделало её могилу очень приметной, даже когда могильный камень был частью церковного пола. То, что её братом был император, было особенно почётно, поэтому этот факт был особенно подчёркнут в надписи на камне.

## Дети
- Людвиг III Благочестивый (1151—1190), ландграф Тюрингии с 1172
- Генрих Распе III (ок. 1155 — 18 июля 1217) — граф Гуденсберг
- Фридрих (ок. 1155—1229), граф Цигенхайн
- Герман I (ок. 1155—1217), ландграф Тюрингии
- Юдит, жена графа Германа II фон Равенштайн